# Erik Linder (fotbollsspelare)
Nils Erik Linus Linder, född 23 december 1903 i Landskrona, död 29 maj 1971 i Landskrona, var en svensk fotbollsspelare.
Linder representerade Landskrona Bois mellan 1920 och 1934, och spelade två landskamper för Sverige 1929–1930.